# 알렉산드리아의 키릴로스
알렉산드리아의 키릴로스(그리스어: Κύριλλος Α΄ Αλεξανδρείας, 376년경 - 444년 6월 27일)는 제24대 알렉산드리아 대주교로 5세기경에 활약한 기독교 교부이다. 431년 에페소스 공의회에서 네스토리우스의 주장을 반대한 것으로 유명하다. 그는 기독교의 성인으로 추대되었으며, 축일은 각각 6월 27일(천주교회)과 6월 9일(동방 정교회)이다.

## 생애
키릴로스는 375년경 이집트의 테오도시오스라는 작은 마을에서 태어났다. 그의 삼촌은 요한네스 크리소스토무스와의 대결로 유명한 알렉산드리아 대주교 테오필로스였다. 외삼촌 밑에서 수사학과 철학 그리고 신학을 배웠으며, 덕분에 키릴로스는 성경을 거의 모두 암송할 정도였다. 삼촌이 412년에 죽자 그의 뒤를 이어 곧바로 알렉산드리아의 대주교로 서품되었다.
키릴로스는 당시 알렉산드리아의 국제적인 분위기 속에서 다른 기독교 종파와 유대교 및 이교도들과의 과격한 투쟁에 나섰다. 특히 기독교의 분파인 노바티아누스파와 유대인에 대한 폭력적인 공격에 앞장섰다. 키릴로스는 알렉산드리아에 있는 노바티아누스파 교회들의 문을 닫게 하고, 그 교회들의 재산을 몰수하였다. 또한 415년에는 무장한 병력을 이끌고 유대인들이 모인 회당들을 습격했다. 그는 일부 유대인은 처형하고 나머지는 추방하며, 그들의 재산은 군중들이 나누어가지도록 허용하였다. 이러한 국가권력의 영역을 침범한 행위들로 인하여, 알렉산드리아 총독 오레스테스와의 갈등으로 이어졌다. 키릴로스는 과격한 방법으로 이단과 이교를 단죄했으며, 특히 당시 오레스테스의 친우인 알렉산드리아의 이교도 여성 철학자이자 수학자인 히파티아의 죽음에 키릴로스가 간접적으로 관여한 것으로 보인다.
그는 유서깊은 알렉산드리아 대주교구가 콘스탄티누스 1세 이후 새로 생긴 콘스탄티노폴리스 대주교구보다 더 우월한 지위를 가져야 한다고 생각했다. 삼촌인 알렉산드리아 총대주교 테오필루스와 콘스탄티노폴리스 총대주교 요한네스 크리소스토모스간의 대결에서도 볼 수 있듯이 점차 부상하는 콘스탄티노폴리스 총대주교구에 대해 알렉산드리아 총대주교구는 위기의식을 느끼고 있었다. 키릴로스는 퀘르툼 교회회의에서 콘스탄티노폴리스 대주교 요한네스 크리소스토모스 면직안에 찬성을 한 바가 있었다. 이런 방식으로 콘스탄티노폴리스 총대주교들과 안티오키아 총대주교들을 견제하였다. 이러한 양측의 긴장감은 428년 안티오키아 학파의 네스토리우스가 콘스탄티노폴리스의 대주교직에 오르자 점차 고조되어 결국 교리논쟁으로 번지게 되었다.
양측의 종교적 논쟁은 예수 그리스도 안에서 신성과 인성의 관계를 중심으로 벌어졌는데 키릴로스는 한 위격 안에서 그리스도의 두 본성이 통일되어 있음을 주장했지만, 네스토리우스는 예수는 신의 위격과 인간의 위격, 서로 다른 두 위격을 가지고 있다고 주장하였다. 이 위격 주장은 결국 성모 마리아의 호칭에 관한 논쟁으로 발전하였다. 키릴로스가 성육신을 통해 두 본성이 내적 통일을 이루었음을 설명하기 위해 마리아를 테오토코스(하느님의 어머니)로 부를 것을 주장하자 네스토리우스는 이를 거부하며 테오토코스 대신 크리스토토코스(그리스도의 어머니)라 불러야 한다고 주장하였다. 이러한 네스토리우스의 주장에 대하여 키릴로스는 즉시 반박하는 글을 발표하였다.
결국 동로마 황제 테오도시우스 2세는 431년 에페소스 공의회를 통하여 양측의 입장을 정리하고자 했다. 키릴로스는 온갖 방법을 동원하여 이 공의회에서 네스토리우스를 공격했는데, 당시 황제의 누나였던 황후 유도키아와 경쟁하던 풀케리아까지 자기 편으로 끌어들였다. 또한 교황 첼레스티노 1세와 공모하여 철저히 네스토리우스파를 공격하려 했으며, 자신과 이견을 보이던 안티오키아의 주교단이 늦게 도착한 것을 기회로 네스토리우스를 파문하고 네스토리우스파를 이단으로 단죄했다.
키릴로스는 444년에 죽었으며 후세에 ‘정교성(Orthodoxy)의 방어자’로 칭송을 받았다. 그러나 그가 죽은 후에도 기독교 내부의 교리 논쟁은 지속되었다.

## 같이 보기
- 네스토리우스
- 히파티아
- 에페소스 공의회
- 테오토코스
- 라오디케이아의 아폴리나리스
- 유티케스